# 12 fantasie per violino solo

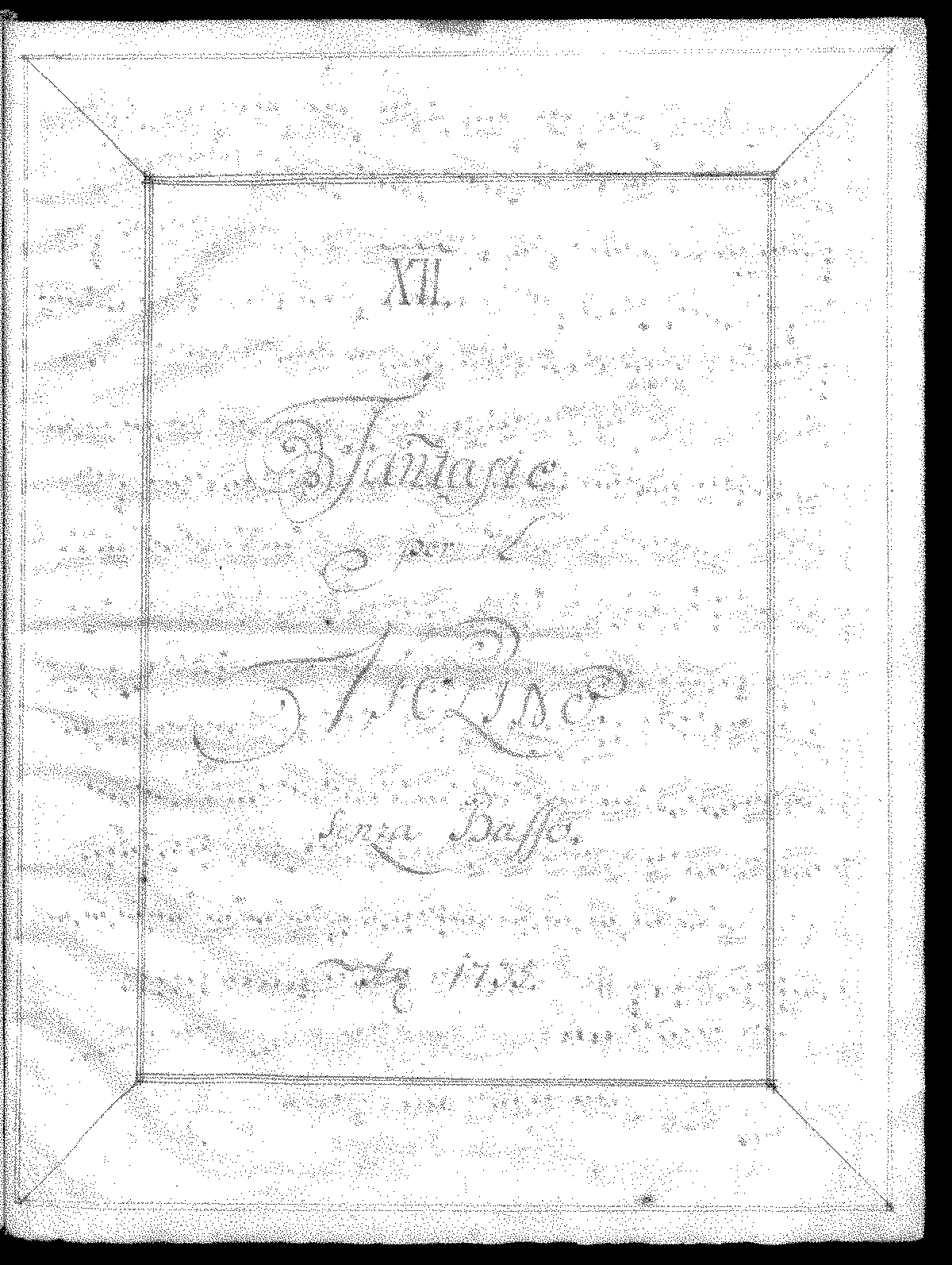
Frontespizio di XII Fantasie per il Violino senza Basso.

Le 12 fantasie per violino solo TWV 40:14–25 sono un'opera di Georg Philipp Telemann pubblicata ad Amburgo nel 1735. Esse costituiscono una delle raccolte che Telemann scrisse per uno strumento non accompagnato, insieme alle 12 per flauto traverso, alle 36 per clavicembalo e alle 12 per viola da gamba.
La raccolta è così composta:
1. Fantasia in si bemolle maggiore (Largo—Allegro—Grave—Si replica l'allegro)
2. Fantasia in sol maggiore (Largo—Allegro—Allegro)
3. Fantasia in fa minore (Adagio—Presto—Grave—Vivace)
4. Fantasia in re maggiore (Vivace—Grave—Allegro)
5. Fantasia in la maggiore (Allegro—Presto—Allegro—Andante—Allegro)
6. Fantasia in mi minore (Grave—Presto—Siciliana—Allegro)
7. Fantasia in mi bemolle maggiore (Dolce—Allegro—Largo—Presto)
8. Fantasia in mi maggiore (Piacevolumente—Spirituoso—Allegro)
9. Fantasia in si minore (Siciliana—Vivace—Allegro)
10. Fantasia in re maggiore (Presto—Largo—Allegro)
11. Fantasia in fa maggiore (Un poco vivace—Soave—Da capo un poco vivace—Allegro)
12. Fantasia in la minore (Moderato—Vivace—Presto)

Questo schema non riprende quello delle dodici per flauto traverso, che procedono essenzialmente per gradi da la maggiore a sol minore. Sembra però che una certa struttura interna sia presente: il primo movimento della fantasia 7 si rifà all'inizio della prima, lasciando pensare che Telemann le abbia concepite come due gruppi di sei fantasie. Effettivamente, il titolo da lui dato è 12 fantasie [...] delle quali 6 contengono fughe e 6 sono galanterie, dove con "fughe" si intende lo stile contrappuntistico.
Queste fantasie mostrano la padronanza non solo delle melodie composite, ma anche della scrittura idiomatica del violino, dato che Telemann era un violinista autoditatta. Molti dei pezzi rivelano l'influenza delle sonate e dei concerti italiani, pur mantenendo l'abitudine tipicamente tedesca di trattare il violino in modo polifonico: le fantasie 2, 3, 5, 6, e 10 contengono infatti delle fughe e fanno spesso ricorso alle corde doppie. 